# Bodden
Un bodden és una formació geogràfica típica de llacunes a la costa de bàltica de l'estat de Mecklemburg-Pomerània Occidental a Alemanya i a la costa oriental de Dinamarca. Les badies subalternes més petites es diuen Wiek.
Són badies poc profundes i gairebé tancades del mar obert que van formar-se a la darrera edat glacial i de les quals l'estructura continua canviant per l'al·luvionament. L'apportació d'aigua dolç dels rius i el bescanvi restret amb el mar obert creen un biòtop salabrós molt especial que fa que peix d'aigua dolç i de mar es troben al mateix endret o molt prop uns dels altres. El que en fa un lloc molt interessant per als biòlegs i per als pescadors esportius.

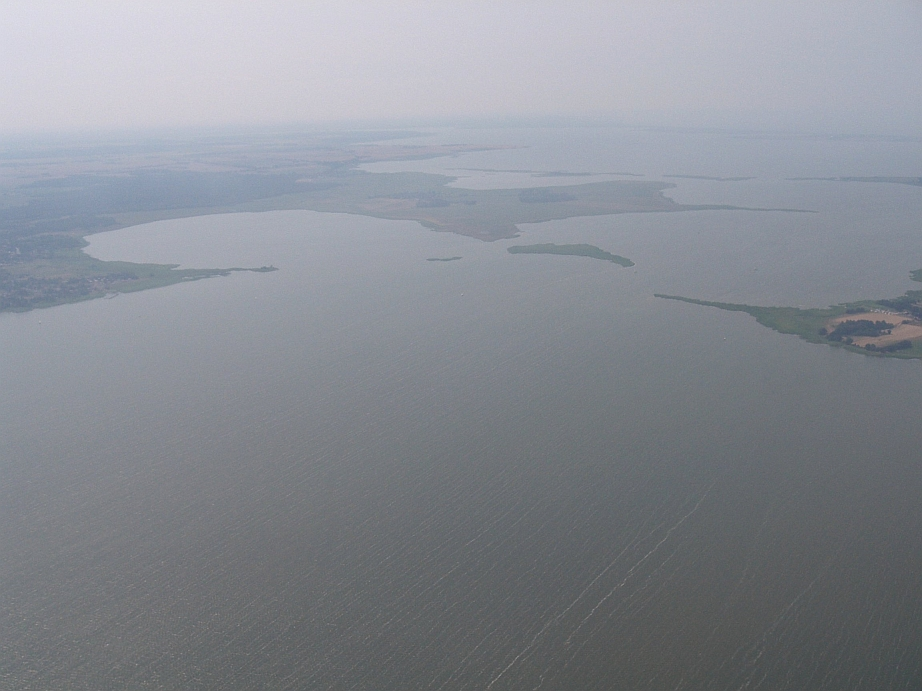
El Bodstedter Bodden

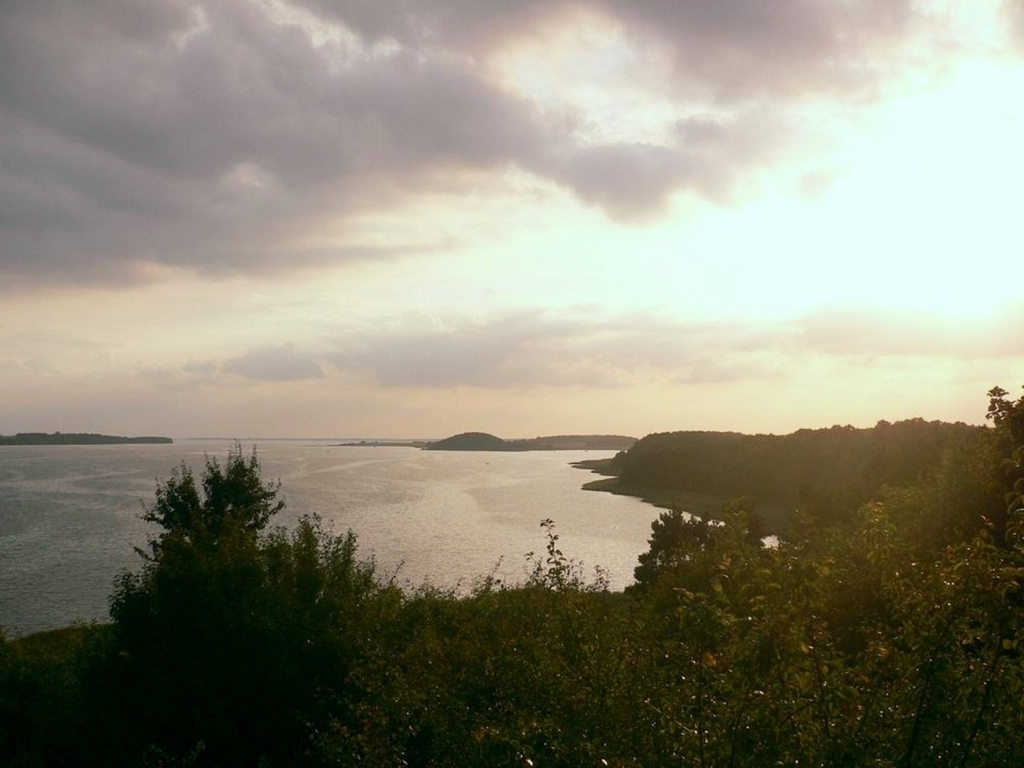
El Greifswalder Bodden

Per a protegir la seva riquesa natural eccepcional, va crear-se una llarga reserva natural, el Nationalpark Vorpommersche Boddenlandschaft, i moltes petites reserves naturals. Al segle xix va començar la polderització de parts dels bodden menys profunds per tal de crear més de terra de conreu. Tot i això, sempre queden molts espais aquàtics llargs. Els pólders van quedar poc fèrtils i massa molls. Tret de crear riquesa per l'agricultura, la regió va pobrejar per l'ocàs de les rendites de la pesca fins que mig segle més tard, el turisme va arribar.

## Llista dels bodden
Bodden de Darß-Zingster
- Saaler Bodden, Bodstedter Bodden,Barther Bodden, Koppelstrom i Grabow

Bodden de Rügen occidental
- Kubitzer Bodden, Schaproder Bodden i Vitter Bodden

Bodden de Rügen Oriental
- Wieker Bodden, Breetzer Bodden, Breeger Bodden, Lebbiner Bodden, Großer i Kleiner Jasmunder Bodden

Strelasund
Greifswalder Bodden
- Rügischer Bodden, Hagenscher Wiek i Wiek

Peenestrom
- Achterwasser i Krumminer Wiek